# Cuisine kényane
La cuisine kényane est très variée et diffère d'une région (ressources naturelles) et surtout d'une ethnie (traditions) à l'autre. Il est cependant deux préparations culinaires communes :
- L'ugali (mot d'origine swahili). Il pourra être confectionné uniquement avec du maïs blanc (mahindi en swahili) ou, ce dernier, mélangé avec du sorgho (mtama en swahili).
- Le githeri (mot d'origine kikuyu) qui est un mélange de grains de maïs et de fèves. Ce mélange sera alors agrémenté, ou non, d'autres légumes suivant l'origine tribale.

On y consomme également parfois du nshima, un plat à base de maïs, mélangé à des légumes et de la viande (ou du poisson).

## Alimentation

### Kalenjin
Les Kalenjin sont des Nilotiques établis dans et autour du centre de la vallée du Grand Rift. Ce sont des pasteurs, d'origine, devenus aussi des agriculteurs de par la richesse du sol.

### Kikuyu
Les Kikuyu sont des Bantous établis dans les environs de Nairobi et du mont Kenya. Ils sont pasteurs et agriculteurs. L'un des plats typique des kikuyuil est le mokimo, une purée de pommes de terres aux légumes.

### Luo

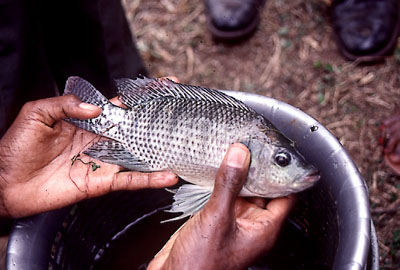
Le tilapia du Nil, une espèce introduite par les Anglais

Les Luo sont des Nilotiques établis autour du lac Victoria (principalement au Kenya et en Tanzanie). À cause de l'existence du lac, ces pasteurs, d'origine, sont devenus aussi des pêcheurs et des agriculteurs.
La gastronomie locale est, donc, surtout axée sur le poisson d'eau douce comme le ngege (« tilapia » en luo), le mbuta (« perche du Nil » en luo), le kamango (« anguille » en luo), l' odado (« barbeau » en luo) ou l' omena (« menu fretin » ou « ablette » en luo, qui ne fait pas la distinction entre les deux termes) qui sera servi choma (« grillé » en swahili), frit, séché au soleil (pour exemple, le tilapia fendu en deux et séché au soleil s'appellera alors obambla) ou with soup (« en sauce » en anglais).
Le gweno ou kuku (qui signifie indifféremment un « poulet ou une poule » respectivement en luo et en swahili), omniprésent à table, sera, également, servi grillé, frit ou en sauce. On pourra aussi trouver de la rindiel (« viande de chèvre » en luo) bien que ce soit plutôt un plat Kikuyu (qui sont fort présents à Kisumu). Le plat typique pour les jours de fête sera constitué d'un poulet en sauce, à base de tomate, accompagné de riz pishori (cultivé essentiellement à Mwea dans le district de Kirinyaga).

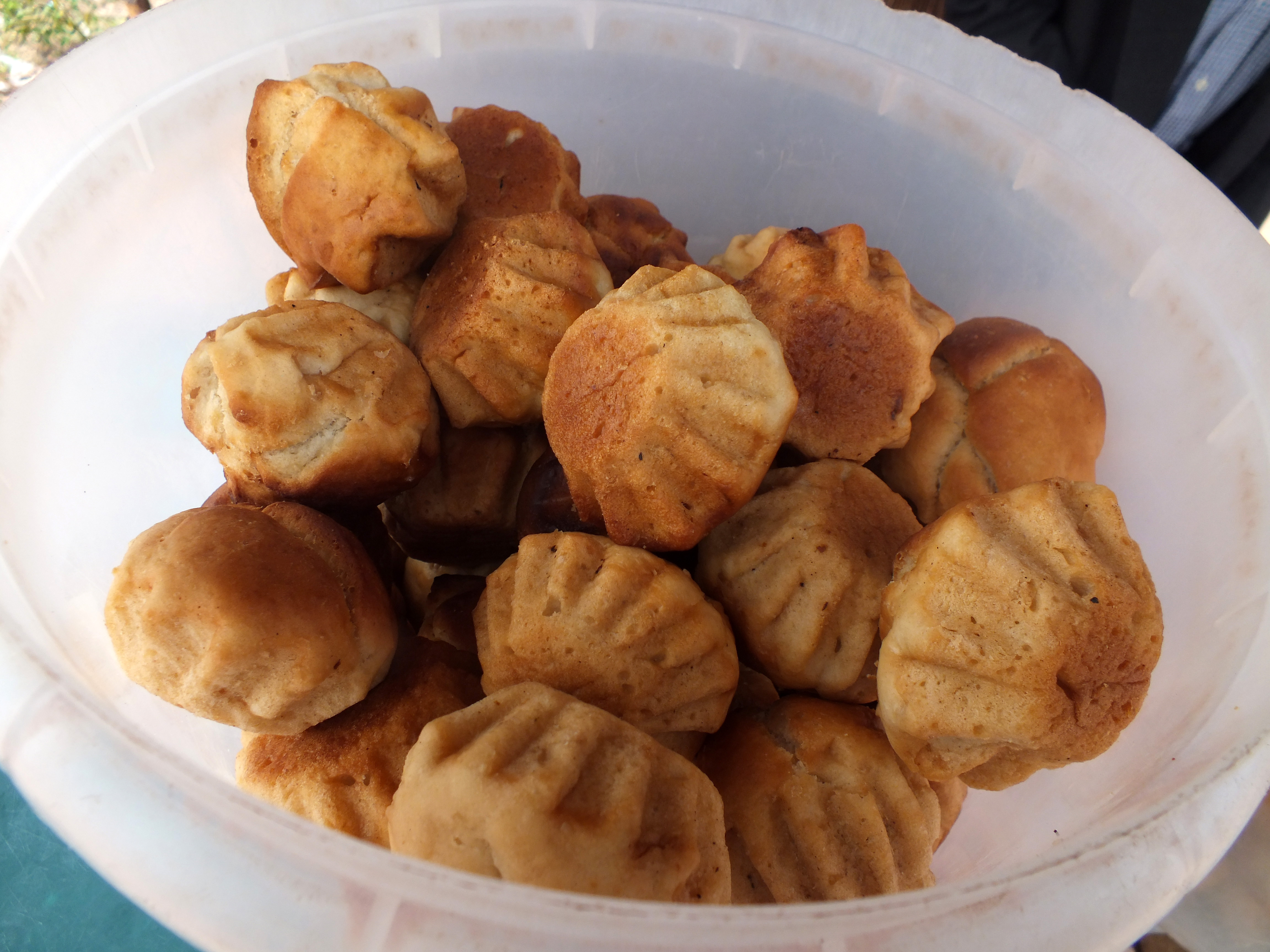
Mandazi

Les accompagnements pourront être constitués d' ugali (aussi appelé kwon en luo) à base de maïs jaune ou blanc assorti soit de sukuma wiki (qui signifie, actuellement, « un plat de chou » mais dont l'expression est détournée; en swahili, sukuma signifie pousser et wiki signifie semaine. À l'origine, cela signifiait donc « l'art d'accommoder les restes ») soit de feuilles d'alot bo ou kunde (en luo ou en swahili) ébouillantées puis rissolées. De chapati (en swahili) assortis de dengu (en swahili) ou autres oganda ou maharagwe (« haricots » en luo ou en swahili). De kachumbari (« salade de tomates, oignons et coriandre plus ou moins pimentée » en swahili). De banane plantain ou de patate douce. D'okra (cuit dans une sauce à la tomate ou mélangé au sukuma wiki ou encore à l'alot bo). D'apoth (« légume glissant » en luo) qui est la feuille d'une herbe sauvage dont le goût rappelle celui de l'okra. Tout pourra être  arrosé d'une bière locale (Tusker ou Senator) ou de vin de palme.
Comme entrée, des samusa (« feuilletés de maïs farcis de viande ou de légumes » en swahili) sont servis. Comme pâtisserie, ou en guise d'en-cas, les mandazi (« beignets frits dans l'huile » en swahili) viennent à table accompagnés d'une tasse de chai (« thé noir » en luo et en swahili) largement additionné de chak ou maziwa (« lait » en luo ou en swahili) à moins que vous ne préfériez une tasse de chai ya masala (« thé épicé » en luo et en swahili).
Au petit déjeuner, le Luo se contentera souvent d'une tasse de thé et, si possible, d'un morceau de pain. Les enfants pourront bénéficier d'un uji (« porridge » en swahili) de mil bouilli, plus souvent dans l'eau que dans le lait.

### Luhya
Les Luhya sont des Bantous établis dans l'ouest du Kenya (entre le lac Victoria et le mont Elgon).

### Maasaï

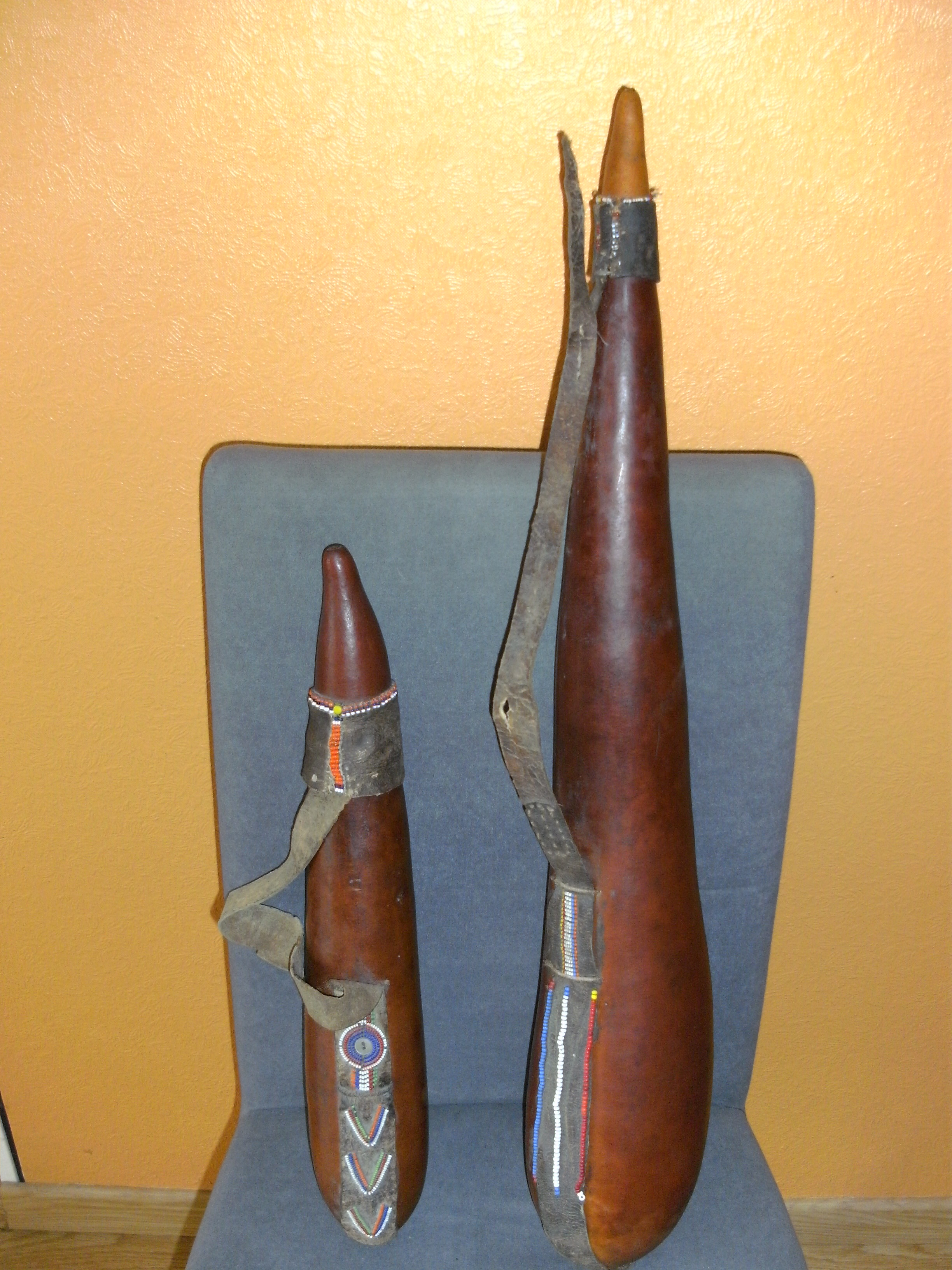
Deux Inkri (calebasses pour le transport individuel de la ration journalière de lait) munies d'une lanière en cuir de vache et ornées de perles. La plus grande mesure 80 cm

Les Maasaï sont des Nilotiques nomades établis dans le sud de la vallée du Grand Rift (au Kenya et en Tanzanie). Ce sont, essentiellement, des pasteurs.
Ils se nourrissent surtout de laitages et de sang (ncakule (n-cákʉlɛ) en maasaï). Ils peuvent, en effet, prélever le sang des jeunes bovins sans les tuer en les incisant au niveau du cou d’une flèche tirée dans la veine jugulaire. Un bol de sang mélangé à du lait constitue l’aliment de base et est transporté partout par le Maasaï dans une calebasse de forme allongée et appelée enkri. La viande est consommée plus rarement et ne doit jamais être mêlée à du lait ; elle est réservée à certaines cérémonies ou occasions particulières. Leur « idéal pastoral » les conduit à rejeter toute alimentation d’origine animale et toute activité agricole ou cynégétique à vocation alimentaire. Ils ne consomment ni poisson, ni oiseau, ni gibier sauvage à l’exception du buffle et de l’éland, ressemblant à leur propre bétail.
L'uoali (« ugali » en maasaï) est soit consommé en gruau (avec de l'eau) comme dans le reste du pays, soit plus liquide (avec du lait). Les graisses animales ou le beurre sont largement utilisés dans la cuisson des aliments, y compris pour agrémenter l'uoali. Le beurre constitue, également, une nourriture importante pour les bébés et les petits enfants (olkuo (ol-kúòò) en maasaï).
Les Maasaï consomment d'importantes quantités de plantes. Selon une étude menée par Timothy Johns,, « Pour apprêter le lait, les Maasaï y ajoutent plantes, racines, écorces, divers végétaux… ». Ils disposent toujours d’un bouillon à base d'herbes sauvages, d'écorces et de racines d'acacia (Acacia nilotica). Ils se curent, régulièrement, les dents avec des morceaux de bois, sucent des racines pour en extraire le jus ou mâchent de la gomme d'arbres, telle la myrrhe fournie par le balsamier. Beaucoup de ces plantes sont médicinales et, alors que les autres tribus les utilisent uniquement pour se soigner, les Maasaï en font un usage presque quotidien.
Les fruits, bien que consommés comme collation, constituent une partie importante de la nourriture consommée par les femmes et les enfants.
Leur boisson préférée est constituée d'un thé très doux largement coupé de lait.

### Swahili
Les Swahili (Sawahil signifie « habitants des zones côtières » en arabe) sont constitués d'ethnies et de tribus différentes ayant, grandement, subi l'influence arabe. Ils sont établis tout au long des côtes allant de la Somalie au Mozambique. Ce sont, bien sûr, des pêcheurs nés.

## Boissons

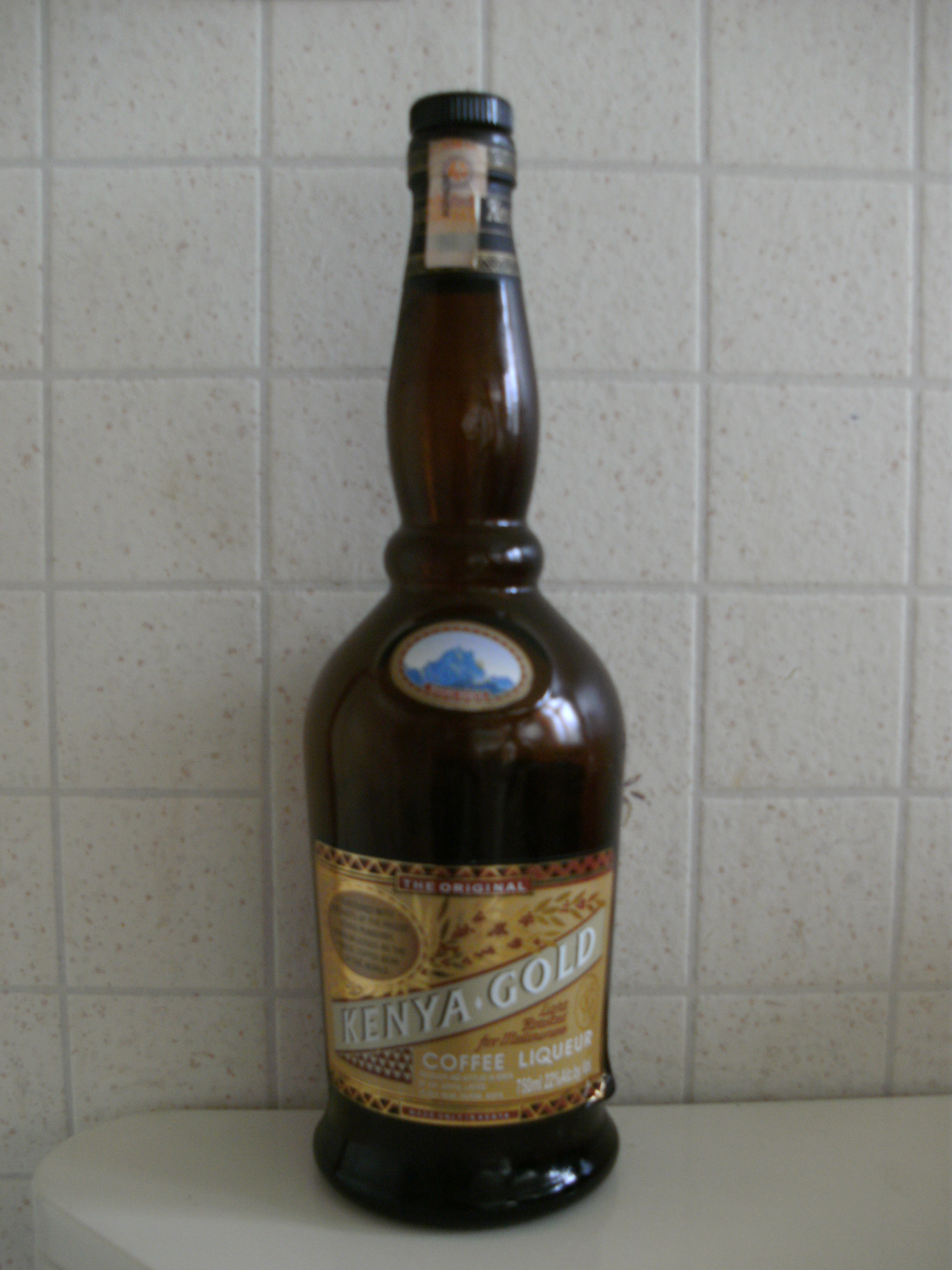
Bouteille de Kenya Gold

Dans le domaine des boissons, les deux premières citées sont omniprésentes :
- l'eau (maji en swahili) qui devra impérativement avoir bouilli avant consommation si elle n'est pas présentée en bouteille capsulée et munie d'une bande plastique d'origine ;
- le thé (chai en swahili) qui sera plus ou moins fort mais toujours additionné de lait (maziwa en swahili). Au rang mondial, le Kenya est le 4e producteur et le 1er exportateur de thé (essentiellement du thé noir) ;
- bien que le pays soit producteur de café (kahawa en swahili) arabica, seuls les Kikuyu en sont réellement consommateurs ;
- il sera aisé de trouver des sodas (magadi ou soda en swahili), des prémix ainsi que des bières locales (pombe en swahili) comme la Tusker ou la Senator[8] et dans les grandes villes des bières étrangères (bia en swahili) comme la Stella Artois ou la Heineken ;
- dans les hôtels et restaurants pour touristes de Nairobi ou de Mombasa, on trouvera du vin (mvinyo en swahili) surtout en provenance d'Afrique du Sud mais aussi du vin de palme (mwengero ou kosha (s'il est doux) en swahili) de fabrication locale ou ougandaise ;
- du côté des alcools, le Kenya distille une liqueur à base de café arabica titrant 22 % (le Kenya est producteur d'arabica) et appelée Kenya gold tandis que le Waragi (alcool de millet) distillé par l'état ougandais ou le Lira Lira (alcool de manioc et sucre de canne), tous deux titrant 40 %, sont accessibles par tous, surtout en pochettes plastiques de 10 cl facilement abordables par les adolescents ;
- une tradition familiale fort répandue est la consommation de busa qui est un alcool produit à partir de grains d'orge et de millet macérés dans l'eau chaude et absorbé, à tour de rôle, par la communauté adulte masculine lors d'une réunion, au moyen d'un même tuyau souple;
- le changaa (en), alcool traditionnel brassé, à base de mil, maïs ou sorgho, surnommé Tue-moi vite.

## Galerie

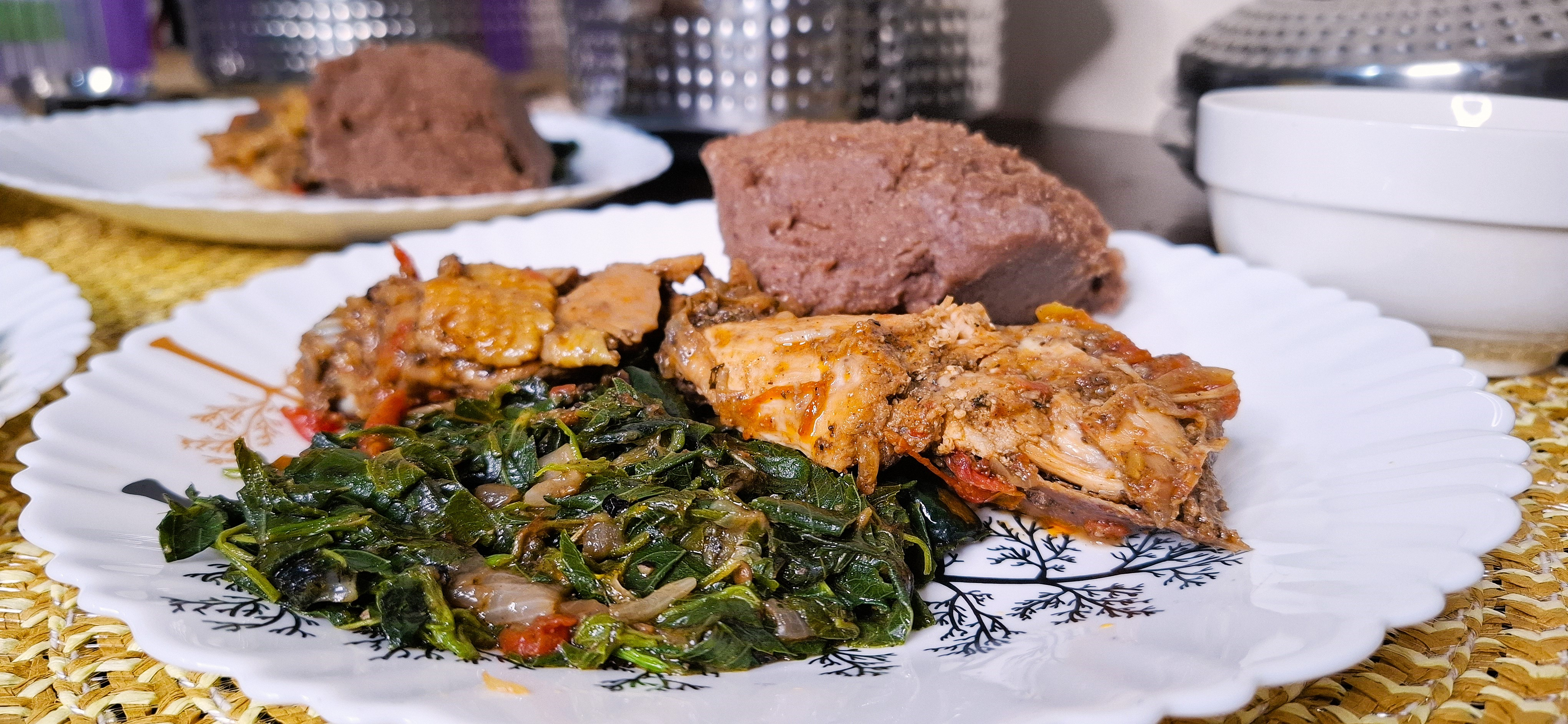
Une assiette de poulet, légumes et ugali brun
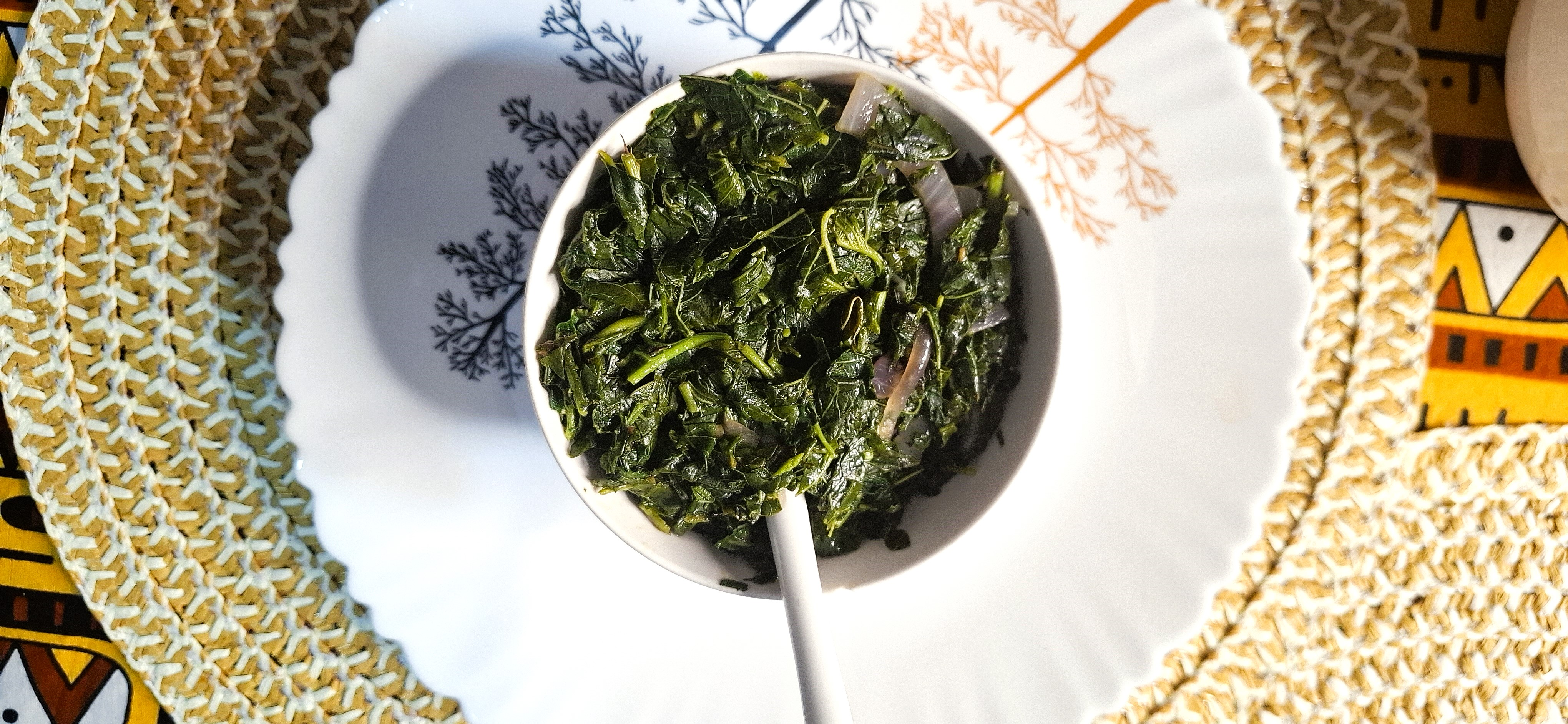
Bol de légumes d'amarante
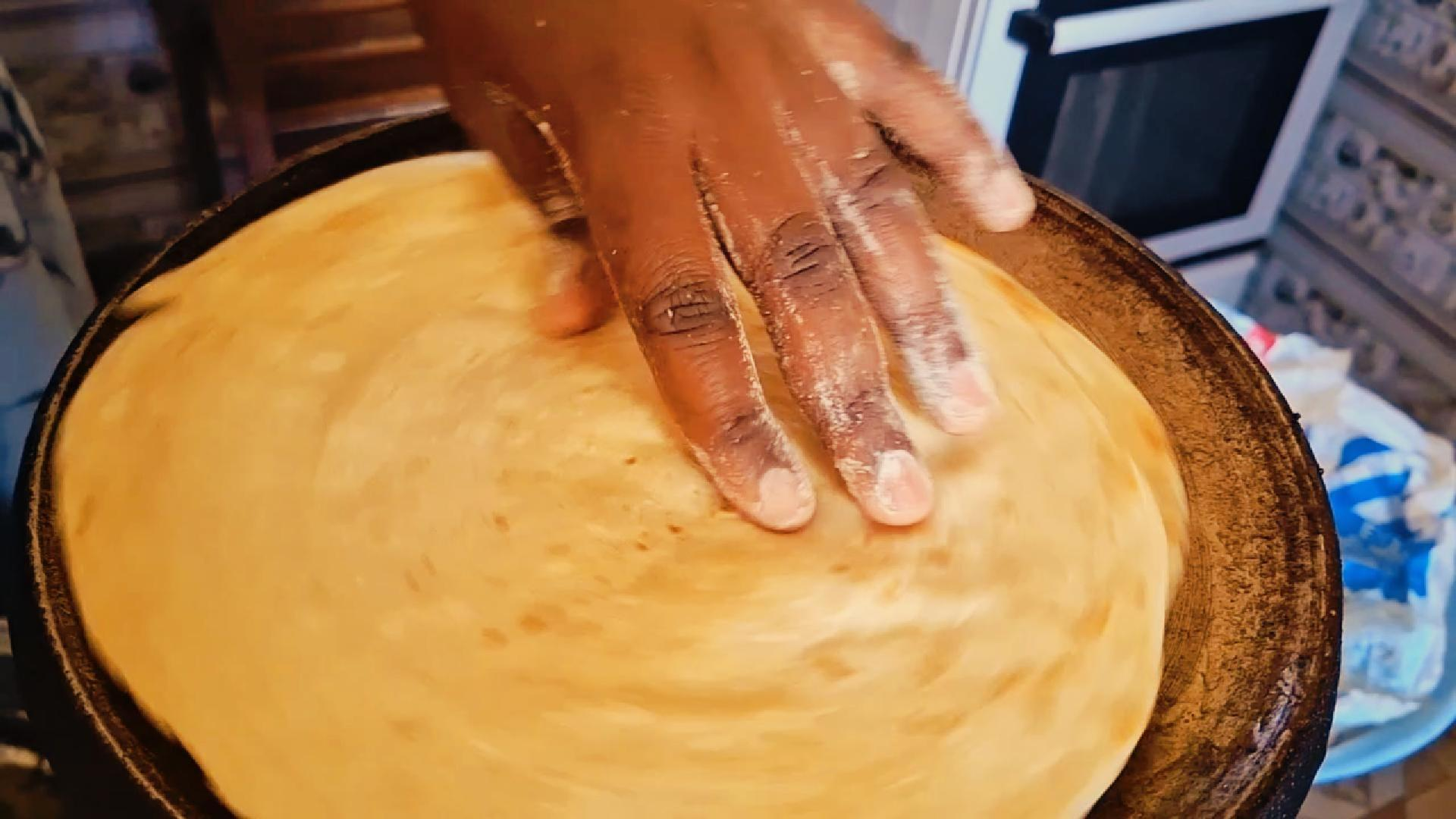
chapati
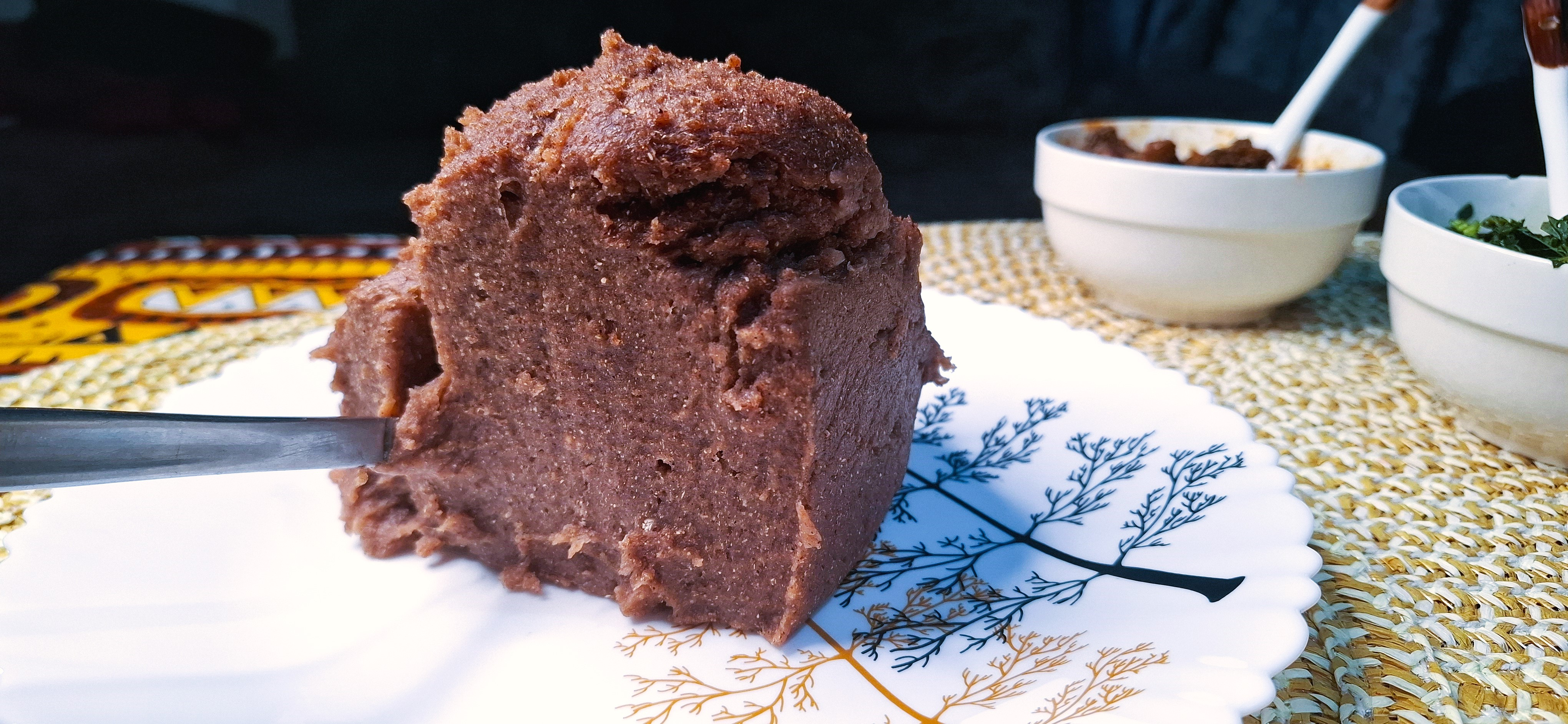
L'ugali brun (mélange de manioc et de farine de millet) servi dans une assiette
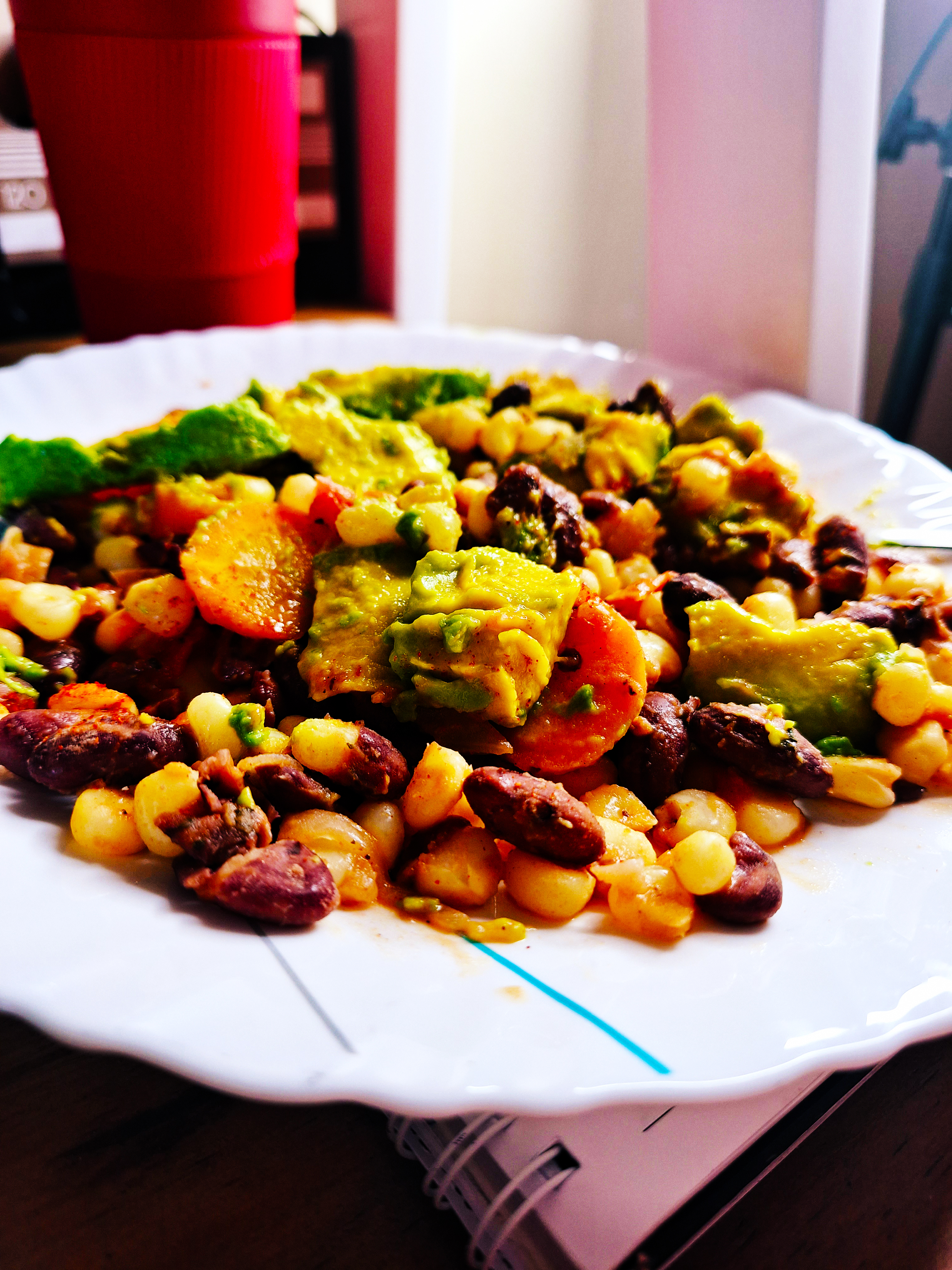
Githeri à l'avocat.